# 鐵路發展策略2000
《鐵路發展策略2000》（英語：Railway Development Strategy 2000），是2000年為香港政府運輸局（即現在至今運輸及物流局）於2000年5月提出的一份鐵路發展策略文件。

## 已經擱置或者取消

### 港島線延線
港島線延線項目包括北港島綫及西港島綫，而這兩線在報告稱為《自然的港島線延伸計畫》，所以報告建議兩線應歸納在同一項目實施。

### 北港島綫
北港島綫是原有東涌綫由香港站東延的路線，東涌綫將經過港島北部，延至炮台山站附近和港島綫東半部（炮台山至柴灣）連接，中途亦設兩個車站：會展和維園。同時，將軍澳支線（即現將軍澳綫）會由北角站延至天后站並和港島綫西半部（天后至上環）連接。
延線是為了舒緩港島綫沿線車站長期的人流的壓力，將視乎港島綫與荃灣綫何時出現瓶頸和中環第三期填海計畫的時間來興建。而在報告中所列出的北港島線兩個新建車站中，維園站後來被中止興建，另外新增了一個添馬站（或作天馬站），服務金鐘北部地區。北港島綫亦為報告建議的第一階段興建項目，然而香港政府後來在2003年決定延期北港島綫的完工時間至2016年後。

### 港口鐵路線
港口鐵路線是一條貨運鐵路線，連接羅湖和葵涌貨櫃碼頭。路線有兩個方案：第一是由葵涌的港口鐵路貨運站開始，經一條連接葵涌和大圍的新建隧道，然後取道東鐵（現東鐵綫）大圍至羅湖一段前往羅湖。第二是由港口鐵路貨運站連接附近的西鐵（現屯馬綫），經西鐵至錦上路，然後經北環線前往羅湖。
鐵路發展策略2000中指出，港口鐵路線可吸納來自內陸偏遠腹地的貨運，有助促進港口貨運量的增長。該路線由策略2000發表以後並沒有重大更動。2009年10月16日運輸及房屋局局長於立法會宣佈，政府永久擱置港口鐵路線項目。

### 柴灣至東涌東西走廊
這條東西向的走廊由現有東涌綫、擬建北港島綫和現有港島綫組成，連接離島區大嶼山東涌和港島東區的柴灣。

### 將軍澳至堅尼地城東西走廊
將軍澳綫（於2002年啟用）、港島綫和西港島綫組合而成，連接將軍澳新市鎮至堅尼地城。

## 即將興建

### 北環綫
北環綫是在新界北將九廣鐵路東鐵和西鐵（今東鐵綫及屯馬綫）連接的鐵路線，為使這條鐵路能和東鐵、西鐵充分配合，建議把北環線交由九廣鐵路公司興建。北環線將由屯馬綫錦上路站開始，大致先沿西北走向伸延，經牛潭尾站、向東北方向設新田兩站，然後分岔成兩條支線：西面接駁東鐵落馬洲支線的落馬洲站，東面則先在古洞站和東鐵交匯，再延至東鐵羅湖站。因此，此方案下，東鐵和西鐵（經北環線）最終都可連接羅湖、落馬洲兩個鐵路口岸。
現時的北環綫規劃和鐵路發展策略2000中大同小異，現方案不採用丫型分岔設計，而是在新田站後連接新建的洲頭站轉乘落馬洲支線，然後接駁落馬洲站；現時方案中加設凹頭站，而凹頭、牛潭尾、新田三站都只設預留位供日後建站使用。
北環綫的興建時間，視乎新界北的交通需求、新界的策略性增長地區發展情況、跨境交通的增長而定，亦受到廣深港高速鐵路香港段（廣深港高速鐵路/廣深港高鐵）和港口鐵路線的影響。
建議最早興建的北港島綫，由於填海區土地用途重新規劃，和受到香港市民反對於維多利亞港填海等因素，使到該區的商業用地大幅減少。加上建議的沙田至中環綫當時因為填海工程問題未能夠作實，迫使香港政府於2003年把北港島綫工程完成時間押後至2016年之後。現時北港島線將成為檢討策略2000研究的其中一個項目。報告建議北環綫為最後興建的鐵路線。政府於2006年要求九鐵就北環綫及廣深港高速鐵路（高鐵）共用部份路段進行研究（即高鐵的「共用通道方案」），當時建議高速列車行駛錦上路至近洲頭一段的北環綫，而北環綫則改為只連接落馬洲站，並且加設洲頭站接駁東鐵落馬洲支線。由於高鐵最終改以全隧道方式興建（即「專用通道方案」），北環綫的研究亦暫時擱置。

## 已經通車

### 九龍南環綫
九龍南環綫（現稱為九龍南綫）是把西鐵（今屯馬綫）由南昌站延長以連接東鐵（今東鐵綫）尖沙咀支綫的鐵路線。由於九龍南環線為九廣鐵路西鐵的自然延伸部分，所以已肯定交由九廣鐵路公司興建。
鐵路發展策略2000中的九龍南環綫設有一個中途站：九龍西站（該站最終名為柯士甸站）。後來亦曾建議在尖沙咀廣東道建站，但由於車站工程的拆卸及重建支出未能和九龍倉達成共識，廣東道站的建設已在2004年被否決。
九龍南環綫在報告中為第三階段的興建項目，比港島線延綫和沙田至中環綫遲。但最後因為種種原因，九龍南綫在少有爭議之下成為報告中最早落實及動工興建的新鐵路，已於2009年8月16日正式通車。
策略2000建議九龍南環綫（後稱九龍南綫）為第三優先興建的項目，並於2002年邀請九鐵作研究。但由於2003年底通車的西鐵（現西鐵綫）未能到達市區中心，使用人數較預期低，政府於是加快南環綫的研究，更於2005年刊憲。九龍南綫已於2009年啟用，成為西鐵綫的一部份。

### 西港島綫
西港島綫是原有港島綫由上環向西區伸延的延綫。在策略2000，延線是為了方便港島西舊區的居民，將視乎西環重建及發展的進度來興建。本報告所列出的西港島綫新建車站分別有：西營盤、德輔道、寶翠園及堅尼地城。
報告建議第一階段北港島綫興建後才興建西港島綫，原因是避免港島綫不勝負荷，但最後因為政府在2003年決定推遲北港島綫的發展時間而令兩線的發展次序倒轉。
2002年，地鐵把本項目和南港島綫納入研究範圍，並於一年後建議使用中運量系統連接上環站至南港島綫的黃竹坑站。由於關注團體的反對，地鐵於2004年修改建議，把港島綫延伸一站至西營盤，但仍以中運量系統興建西港島綫。這個計劃仍未能獲得支持，政府暫時擱置西港島綫和南港島綫的規劃。2005年，地鐵考慮立法會及公眾人士的意見，把西港島綫獨立分段興建，並得到政府批准。西港島綫將由現時港島綫上環站向西伸延，途經西營盤、香港大學，並以堅尼地城為終點站，鐵路走線亦較原定規劃靠近半山區以服務更多乘客。現時這個項目已經在2014年12月28日落成啟用，而西營盤站則在2015年3月29日落成啟用。

### 南港島綫（東段）
南港島綫香港鐵路有限公司的鐵路項目，為《2007至2008年度香港行政長官施政報告》中的十大基建之一。南港島綫連接香港島北岸及南區，以解決南區的交通擠塞問題。鐵路分為南港島綫（東段）及（西段），兩段均為中型鐵路系統。東段於2011年5月動工，耗資152億港元，並於2016年12月28日通車。

### 高鐵
鐵路發展策略2000中的區域快線為一條連接港九市區和港深邊界的一條快速鐵路。當中定線有多個方案，均由原有九廣東鐵（今東鐵綫）的紅磡站開始，途經石硤尾站，進入新界。在新界的走線有兩個方案，第一為途經西鐵（今屯馬綫）錦上路站，接駁擬建的北環線，連接羅湖；第二為途經新建的粉嶺南站（和東鐵交匯），再接駁羅湖或新的邊境口岸。報告亦提到，如果把區域快線由九龍的紅磡延伸至港島的中環，會更具吸引力。
區域快線在近年成為了廣深港高速鐵路香港段，定線亦經過重大的調整。其中較大的改變包括香港總站改設於西九龍、在香港境內不設任何中途站、與中國鐵路直通等。廣深港高速鐵路香港段已於2018年9月23日建成通車。

### 沙田至中環線
沙田至中環線是一條連接新界沙田大圍至港島中環的鐵路線，由三部份組成，分別是東九龍綫、第四條過海鐵路線及大圍至鑽石山線：
- 東九龍綫：由鑽石山站開始，經啟德、宋皇臺、土瓜灣、何文田，到達九廣東鐵（今東鐵綫）紅磡站。
- 第四條過海鐵路線：第四條過海鐵路線在港島方面有兩個方案：「會展／金鐘方案」途經香港會議展覽中心（設會展站交匯北港島線）至金鐘站交匯港島綫、荃灣綫及南港島綫，到達中環西部的中環西站；「維園方案」經過維多利亞公園（設維園站交匯北港島線及港島綫），再在禮頓山、灣仔南、香港公園設站，最後同樣以中環西為終點站。
- 大圍至鑽石山線路段：由原有東鐵和馬鞍山鐵路（現東鐵綫和馬鞍山綫）的大圍站起，穿過獅子山地底到達九龍的鑽石山，和觀塘綫鑽石山站交匯。

鐵路發展策略2000亦指出，由於沙田至中環線並非地鐵或九鐵的自然延伸部份，該線可由兩鐵公開競投。報告建議沙中線為第二階段興建的項目，即是在港島線延線之後興建。
沙中線在2000年代有很大改變，路線已選擇「會展／金鐘方案」、交由九廣鐵路公司興建、後來卻轉交香港鐵路有限公司；設計改為將馬鐵（今馬鞍山綫）經紅磡接駁西鐵（今西鐵綫），成為東西鐵路走廊（或屯馬綫），而第四條過海鐵路線則由東鐵（今東鐵綫）過海，成為南北鐵路走廊；東九龍線附近的慈雲山和黃埔花園地區的服務方式也經過多次轉變，其中包括觀塘綫延至黃埔的計劃；中環西站（今中環南站）因地質問題和無合適選址等問題，多次更改位置，最後暫時擱置，沙中線南端總站暫時改為金鐘站。
沙中線的啟用年份在2008年3月公佈：大圍至紅磡段，即大圍至鑽石山線和東九龍線，將於2015年完工啟用；過海段，即第四條過海鐵路線，將於2019年啟用，其啟用日期於2010年10月修訂為2017年及2021年。
策略2000建議沙田至中環線（沙中線）為第二階段興建的項目，並由地鐵及九鐵公開競投這並非兩鐵自然延伸的路線。2002年，九鐵投得沙中線的興建營運權，並於2004年修改路線，設計改為將馬鐵（今馬鞍山綫）經紅磡接駁西鐵（今西鐵綫），成為東西鐵路走廊，而第四條過海鐵路線則由東鐵（今東鐵綫）過海，成為南北鐵路走廊。沙中綫慈雲山和黃埔花園地區的服務方式也經過多次轉變，九鐵曾建議於兩地區興建自動行人運輸系統，分別連接鑽石山及紅磡站。擬議的中環西站因地質問題而修改位置，成為中環南站。
由於有投資者擔心九鐵營運沙中線會浪費資源和構成惡性競爭，政府於2004年開始研究兩鐵合併，並於2006年通過。沙中線因此需再作規劃，後於2007年公佈合併計劃，保留原有東西、南北兩條鐵路走廊的設計，但取消九鐵建議的銅鑼灣北站。中環南站因中區政府合署搬遷後用途未能確定故未有包括在計劃內。慈雲山和黃埔花園地區的自動行人系統，分別以改善該區行人通道及以觀塘綫延綫替代。
港鐵於2008年獲政府批准進行詳細設計，原計劃大圍至紅磡段和觀塘線延線在2015年啟用，而過海段因需要遷就灣仔填海計劃第二期及中環灣仔繞道的規劃及興建，到2019年才落成。一年後，港鐵公佈修訂方案，加入顯徑站和修改土瓜灣一帶的走線，使土瓜灣站（今宋皇臺站）及馬頭圍站（今土瓜灣站）更貼近已發展區服務更多乘客。
近年建材價格上升使沙中線的建造成本大增，各地區因鐵路通風樓、走線及列車停放處等問題，使港鐵多次修改沙中線的設計。加上沙中綫鐵路管道跟其他建設工程或跟現有建築物互有干擾，需要遷走建築物或進行保護工程後方可施工，使沙中綫的落成時間一再延後。2010年政府表示沙中線大圍至紅磡段需延後至2018年落成，過海段則延至2020年落成。
2018年5月25日，港鐵宣佈沙中線大圍至紅磡段啟用後的東西走廊正式命名為屯馬綫。因應紅磡站的偷工減料醜聞，屯馬綫全綫開通日期要再延遲到2021年年底。港鐵和政府決定在2020年2月14日先將馬鞍山綫延伸至啟德站，途經顯徑站及鑽石山站，並將原有路線易名為「屯馬綫一期」，再之後於2021年5月28日宣佈屯馬綫全綫將於2021年6月27日開通。
過海段則宣佈於2022年5月15日開通。

## 其他長遠鐵路計劃
策略2000提及第二次鐵路發展研究亦探討過其他鐵路方案，但由於交通需求不足以支持那些方案，故無需優先發展。又指如果日後規劃發生重大變化，會再行研究那些項目。報告中提及的長遠方案包括：
- 第五條過海鐵路
- 西部外走廊
- 后海灣線
- 赤鱲角線
- 東西九龍線

## 檢討及修訂《鐵路發展策略2000》
運輸及房屋局於2010年11月提交立法會鐵路事宜委員會的文件提出檢討及修訂鐵路發展策略2000，以配合香港社會最新的發展及規劃因素的變更，應付直至2031年的鐵路運輸需求。文件亦提及香港未來會繼續以鐵路為公共運輸的骨幹，以減低環境污染及對土地的需求，以維持運輸系統的可延續發展。

### 原因
政府提出了五個不同的因素作為檢討及修訂策略2000的原因：
香港2030研究
《香港2030研究》是政府於2007年10月公佈的策略性規劃研究，作為香港直至2030年的發展指引。2030研究建議規劃策略應遵照「提供優質生活環境、提高經濟競爭力、以及加強與內地的聯繫三大方向」而實施。策略2000的檢討會根據這項研究作出配合；
滿足人口增長的需求
政府表示會根據2010年公佈的最新人口數字，用以調整人口預測，和人口及就業分佈等規劃參數，調整日後的鐵路網絡發展；
配合新發展區的規劃
修訂鐵路發展以支持古洞北、粉嶺北、坪輋和打鼓嶺以及洪水橋等新發展區的人口及發展需要；
支援對外交通聯繫
政府有見香港對中國及世界其他地方的交通日趨頻繁，建議鐵路規劃需配合香港國際機場、港珠澳大橋、各個通往中國大陸的口岸以至珠三角的發展及規劃；
社會意見
政府認為有必要詳細研究區議員及地區人士提出的鐵路發展意見，如延長或興建鐵路線、增加車站、優化現有鐵路服務等，以回應社會需求。

### 時序
政府建議整個檢討在2011年第二季開始，為時24個月，要求研究顧問分階段提交中期報告，用以諮詢公眾一些較急切或規劃年期較長的鐵路項目。
其後，政府正式舉行各項公眾參與活動，項目命名為「我們未來的鐵路」。包括在各區舉行巡迴展覽和公眾論壇，收集市民對長遠鐵路發展的意見。2012年4月開始第一階段，為期3個月，主要評估三個服務新界的大型跨區鐵路走廊。 隨後於2013年2月開始第二階段，主要評估七個地區性優化方案。

### 檢討範圍
檢討主要分為網絡發展研究及專案研究兩部份，以策略2000為基礎，研究該策略中提出而未落實的鐵路計劃，和自該策略公佈後政府及社會提出的其他鐵路計劃及建議。
網絡發展研究會從多個角度去檢討及挑選值得推展的鐵路項目，並就各個建議推展的項目的緩急排序。這些角度包括整體運輸規劃、土地用途和發展、陸路跨境旅客及航空旅客的鐵路交通需求。初步研究及評估它們在工程規劃、土質、環境、經濟、財務各方面是否可行。而專案研究會配合網絡發展研究，檢討現有鐵路系統的潛在樽頸地帶及負荷、優化鐵路服務的空間、跨界交通的需求及鐵路項目財務及資助安排等。

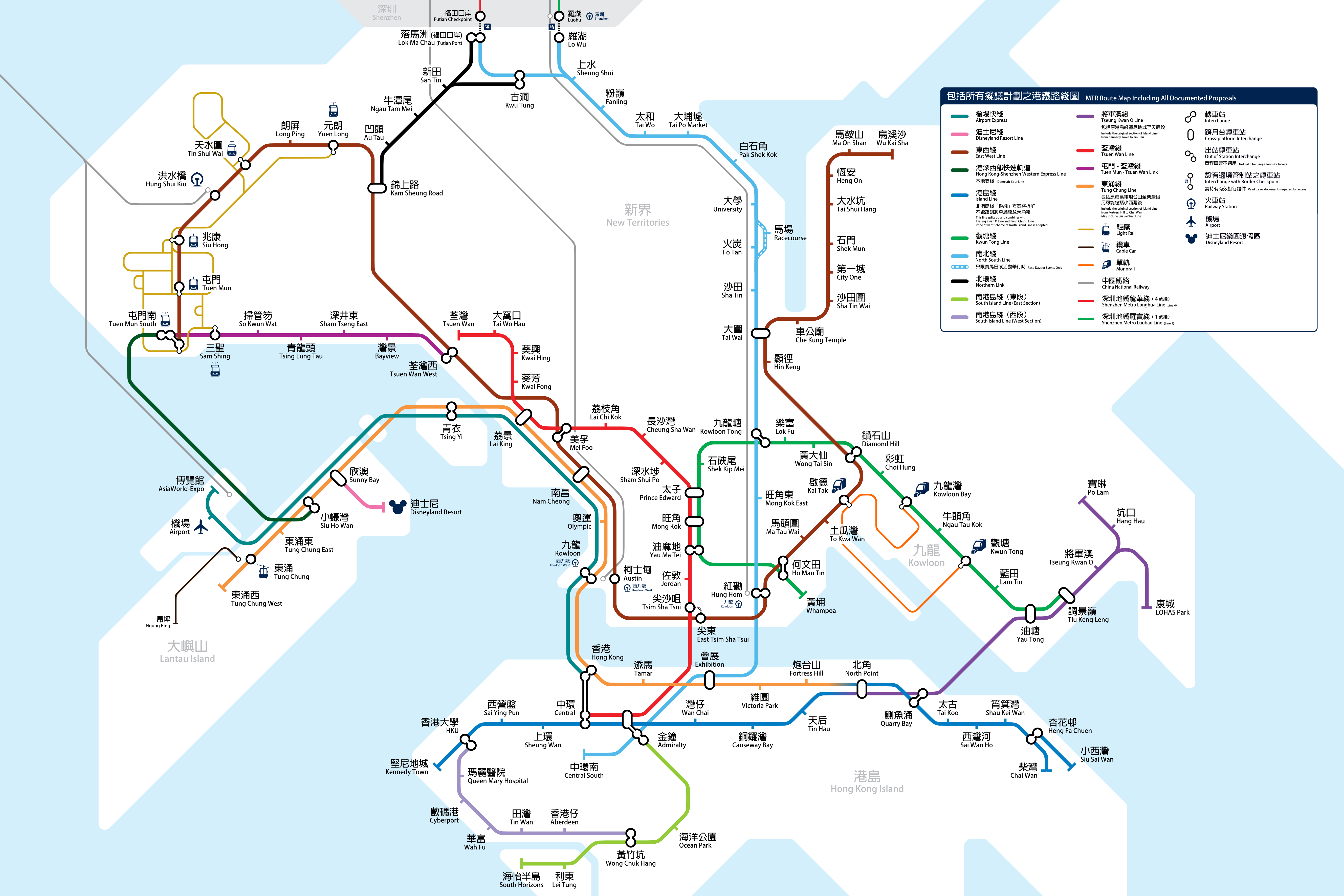
包括所有擬議計劃之港鐵路綫圖

以下為各階段所涵蓋之路線及建議：
| 路線及建議                            | 路線及建議                                      | 立法會研究方案 （2011年） | 第一階段諮詢 （2012年） | 第二階段諮詢 （2013年） | 備註  |
| ------------------------------------- | ----------------------------------------------- | ------------------------- | ----------------------- | ----------------------- | ----- |
| 沙田至西九龍線                        |                                                 |                           |                         |                         |       |
| 東西九龍線                            |                                                 |                           |                         |                         |       |
| 第五條過海鐵路                        |                                                 |                           |                         |                         |       |
| 北港島線                              |                                                 |                           |                         |                         |       |
| 小西灣支線                            | 小西灣線                                        |                           |                         |                         | [ 6 ] |
| 南港島線（西段）                      |                                                 |                           |                         |                         |       |
| 西部外走廊                            |                                                 |                           |                         |                         |       |
| 東涌線延線往東涌西                    | 東涌西延線                                      |                           |                         |                         | [ 6 ] |
| 港深西部快速軌道                      | 港深西部快速軌道： 機場聯絡線 本地支線 跨界支線 |                           |                         |                         | [ 7 ] |
| 赤鱲角線                              | 港深西部快速軌道： 機場聯絡線 本地支線 跨界支線 |                           |                         | [ 7 ]                   |       |
| 后海灣線                              | 港深西部快速軌道： 機場聯絡線 本地支線 跨界支線 |                           |                         | [ 7 ]                   |       |
| 東涌線支線／延線 往港珠澳大橋香港口岸 | 港深西部快速軌道： 機場聯絡線 本地支線 跨界支線 |                           |                         | [ 7 ]                   |       |
| 西鐵綫至屯門碼頭延線                  | 屯門南延線                                      |                           |                         |                         | [ 6 ] |
| 屯門至荃灣沿海鐵路                    |                                                 |                           |                         |                         |       |
| 北環線                                |                                                 |                           |                         |                         |       |
| 在現有鐵路線上增設車站                | 洪水橋站                                        |                           |                         |                         | [ 8 ] |
| 在現有鐵路線上增設車站                | 古洞站                                          |                           |                         | [ 8 ]                   |       |